# Ōiso
Ōiso (大磯町, Ōiso-machi) est un bourg du Japon situé dans le district de Naka de la préfecture de Kanagawa.

## Géographie

### Situation
Ōiso est situé au sud de la préfecture de Kanagawa au bord de la baie de Sagami.

### Démographie
Au 1er février 2019, la population d'Ōiso était de 31 395 habitants répartis sur une superficie de 17,18 km2.

## Histoire
Ōiso était situé sur la route du Tōkaidō reliant Edo à Kyōto comme illustré par une estampe d'Hiroshige dans la série des Cinquante-trois Stations du Tōkaidō.

## Culture locale et patrimoine

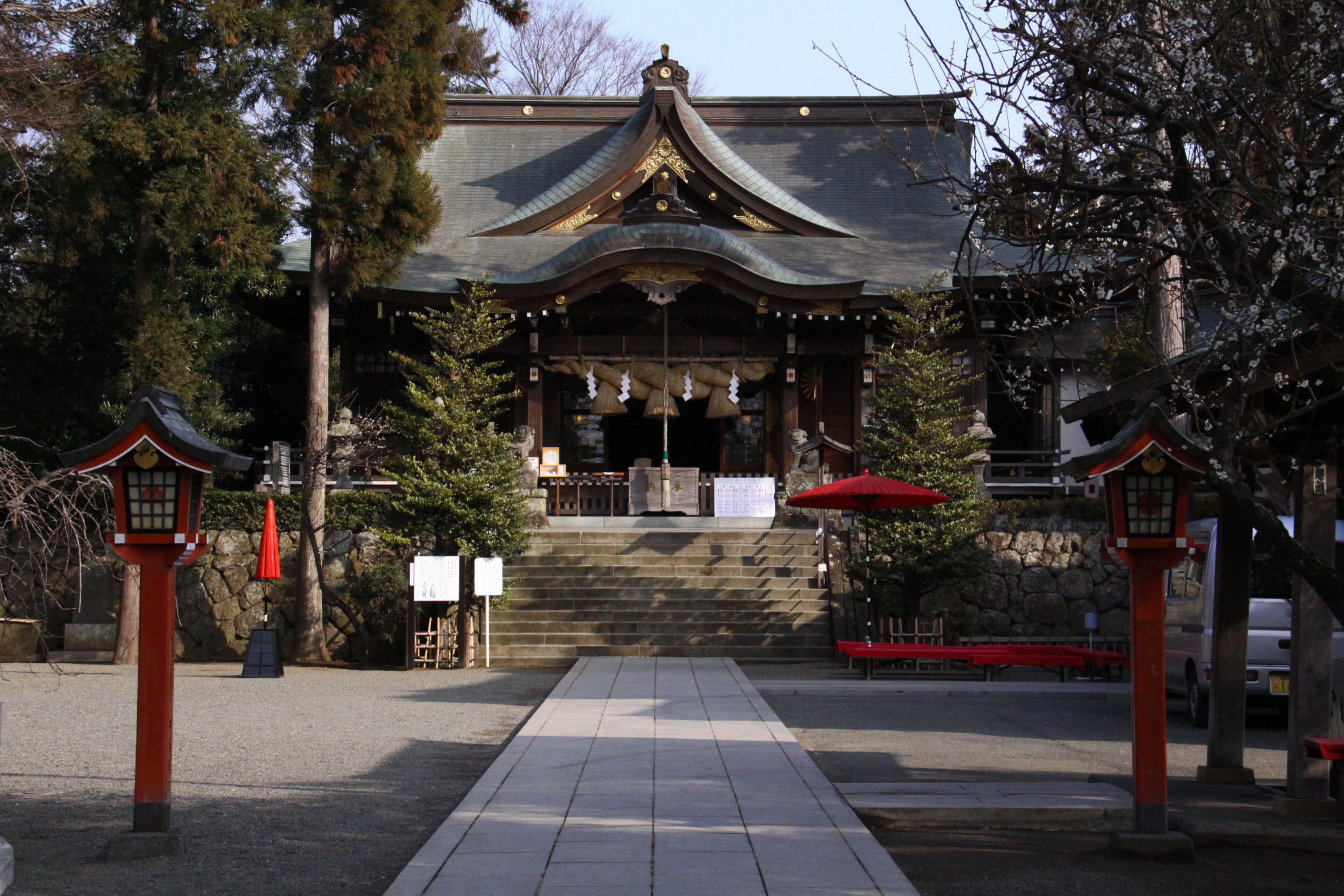
Sanctuaire Rokusho-jinja.

- Rokusho-jinja

## Transports
Le bourg est desservi par la ligne principale Tōkaidō (tronçon Tōkyō-Atami exploité par la JR East) à la gare d'Ōiso.